# Overton, Malpas
Overton var en civil parish 1866–2015 när det uppgick i Malpas, i distriktet Cheshire West and Chester, i Storbritannien. Den ligger i kommunen Cheshire West and Chester i riksdelen England, i den södra delen av landet, 250 km nordväst om huvudstaden London. Civil parish hade 68 invånare år 2001.